# Arai Ikki
Arai Ikki (新井 一耀 Arai Ikki, sinh ngày 8 tháng 11 năm 1993) là một cầu thủ bóng đá người Nhật Bản hiện tại thi đấu cho Nagoya Grampus ở vị trí hậu vệ.

## Sự nghiệp

### Yokohama F. Marinos
Mùa hè năm 2015, Akai ký hợp đồng với Yokohama F. Marinos.

### Nagoya Grampus
Ngày 8 tháng 8 năm 2017, Arai ký hợp đồng với Nagoya Grampus theo dạng cho mượn, và ký hợp đồng vĩnh viễn vào ngày 26 tháng 12 năm 2017.

## Thống kê câu lạc bộ

### Câu lạc bộ
Tính đến 2 tháng 1 năm 2018
| Câu lạc bộ            | Mùa giải            | Giải vô địch        | Giải vô địch | Giải vô địch | Cúp Quốc gia | Cúp Quốc gia | Cúp Liên đoàn | Cúp Liên đoàn | Châu lục | Châu lục  | Khác    | Khác      | Tổng    | Tổng      |
| Câu lạc bộ            | Mùa giải            | Hạng đấu            | Số trận      | Bàn thắng    | Số trận      | Bàn thắng    | Số trận       | Bàn thắng     | Số trận  | Bàn thắng | Số trận | Bàn thắng | Số trận | Bàn thắng |
| --------------------- | ------------------- | ------------------- | ------------ | ------------ | ------------ | ------------ | ------------- | ------------- | -------- | --------- | ------- | --------- | ------- | --------- |
| Yokohama F. Marinos   | 2016                | J1 League           | 5            | 0            | 2            | 0            | 7             | 0             | –        | –         | –       | –         | 14      | 0         |
| Yokohama F. Marinos   | 2017                | J1 League           | 3            | 0            | 1            | 0            | 5             | 0             | –        | –         | –       | –         | 9       | 0         |
| Yokohama F. Marinos   | Tổng                | Tổng                | 8            | 0            | 3            | 0            | 12            | 0             | -        | -         | -       | -         | 23      | 0         |
| Nagoya Grampus (mượn) | 2017                | J2 League           | 6            | 1            | 0            | 0            | –             | –             | –        | –         | 0       | 0         | 6       | 1         |
| Nagoya Grampus        | 2018                | J1 League           | 0            | 0            | 0            | 0            | 0             | 0             | –        | –         | –       | –         | 0       | 0         |
| Tổng cộng sự nghiệp   | Tổng cộng sự nghiệp | Tổng cộng sự nghiệp | 14           | 1            | 3            | 0            | 12            | 0             | -        | -         | -       | -         | 29      | 1         |